# Station Sauwerd

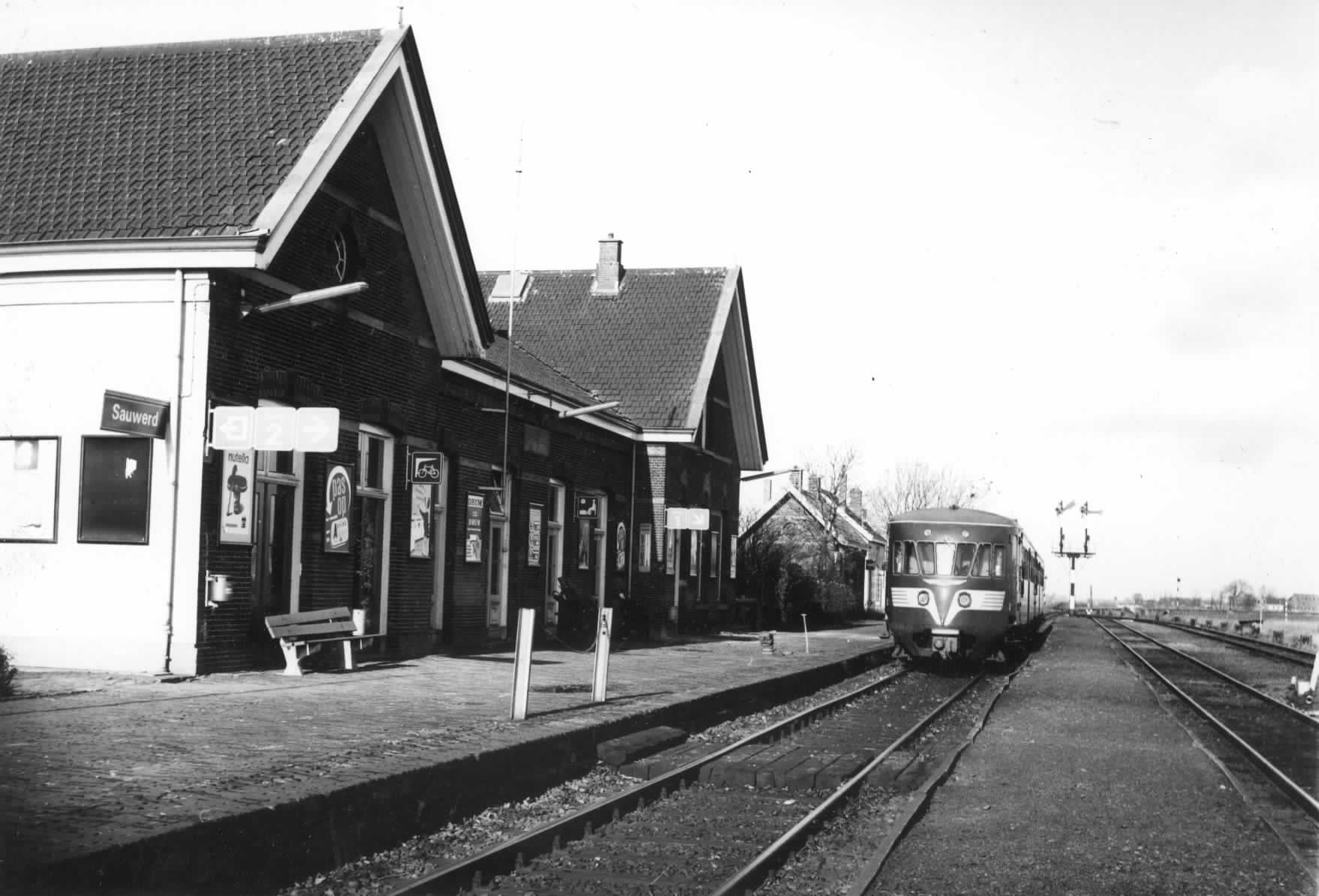
Station Sauwerd in 1970

Station Sauwerd is het spoorwegstation in het Groningse Sauwerd aan de spoorlijnen Groningen – Delfzijl en Groningen – Roodeschool. Het station werd geopend op 15 juni 1884. Het stationsgebouw werd eind jaren 70 afgebroken.
Met ingang van de dienstregeling van 2008 stopte de stoptrein naar Roodeschool ook op station Sauwerd, maar na enkele maanden bleek dat vervoerder Arriva de vertragingen als gevolg van de extra stop moeilijk kon wegwerken. Sinds eind maart 2008 sloeg de stoptrein naar Roodeschool het station weer over. Reizigers richting het noorden moesten daarvoor naar Groningen Noord reizen en overstappen op de trein richting Roodeschool. Met ingang van dienstregeling 2010 stoppen er weer treinen richting Roodeschool in Sauwerd.

## Treinverbindingen
| Serie      | Treinsoort         | Route                                                                                     | Bijzonderheden |
| ---------- | ------------------ | ----------------------------------------------------------------------------------------- | --- |
| 37600 RS 4 | Stoptrein (Arriva) | Eemshaven – Roodeschool – Sauwerd – Groningen – Zuidbroek – Winschoten – Bad Nieuweschans | Voor 6:30 uur en na 21:00 uur wordt niet gereden tussen Eemshaven en Roodeschool. Rijdt op zondag niet tussen Groningen en Bad Nieuweschans. Dit trajectdeel wordt dan gereden door treinserie 37500. |
| 37700 RS 5 | Stoptrein (Arriva) | Groningen – Sauwerd – Delfzijl                                                            | Rijdt alleen op zondag. |
| 37800 RS 7 | Stoptrein (Arriva) | Delfzijl – Sauwerd – Groningen – Zuidbroek – Veendam                                      | Op zondag wordt één keer per uur gereden tussen Groningen en Veendam. Tussen Delfzijl en Groningen rijdt dan stoptrein 37700.                                                                         |

## Afbeeldingen

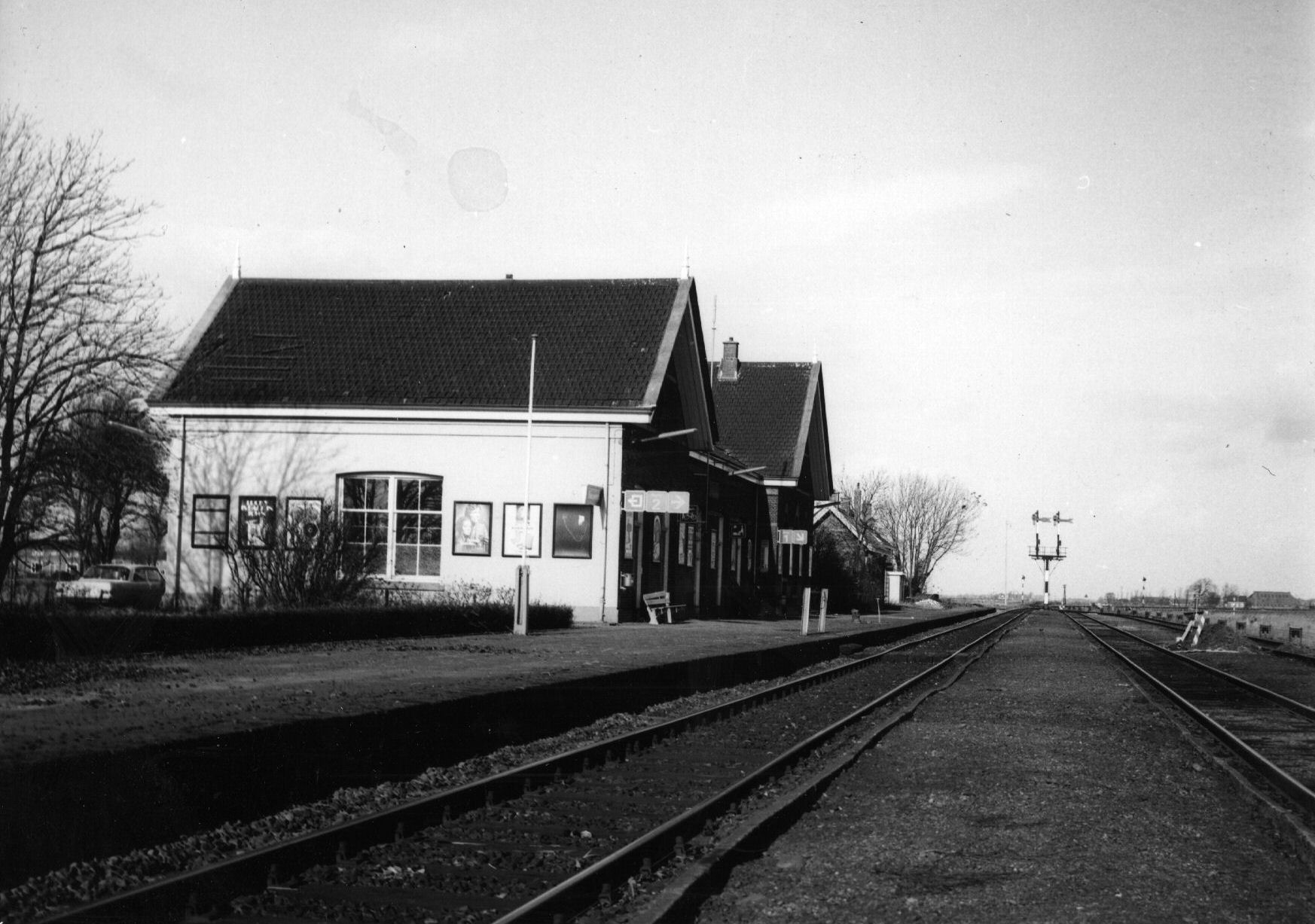
Het station in 1970
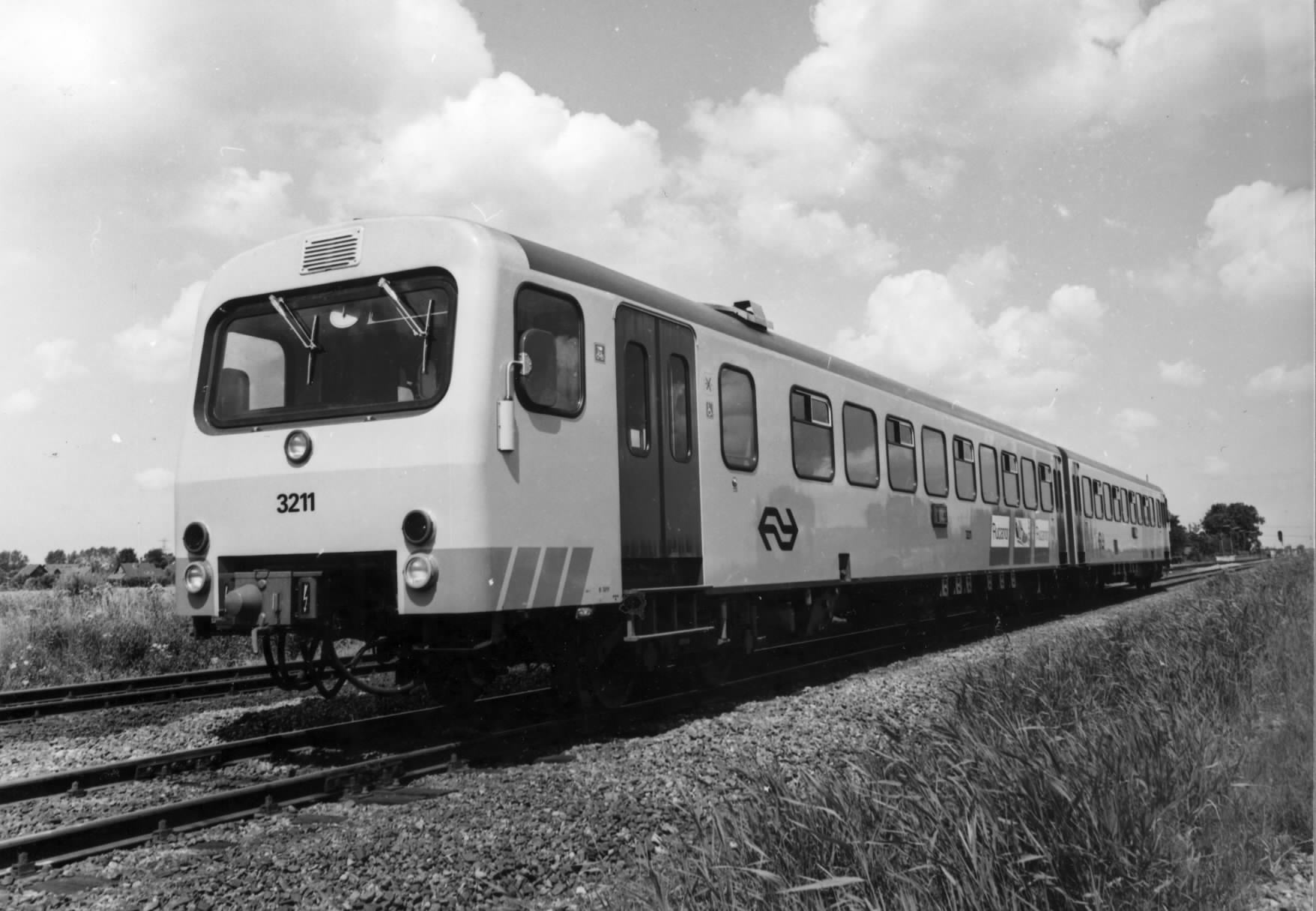
Wadloper nabij het station
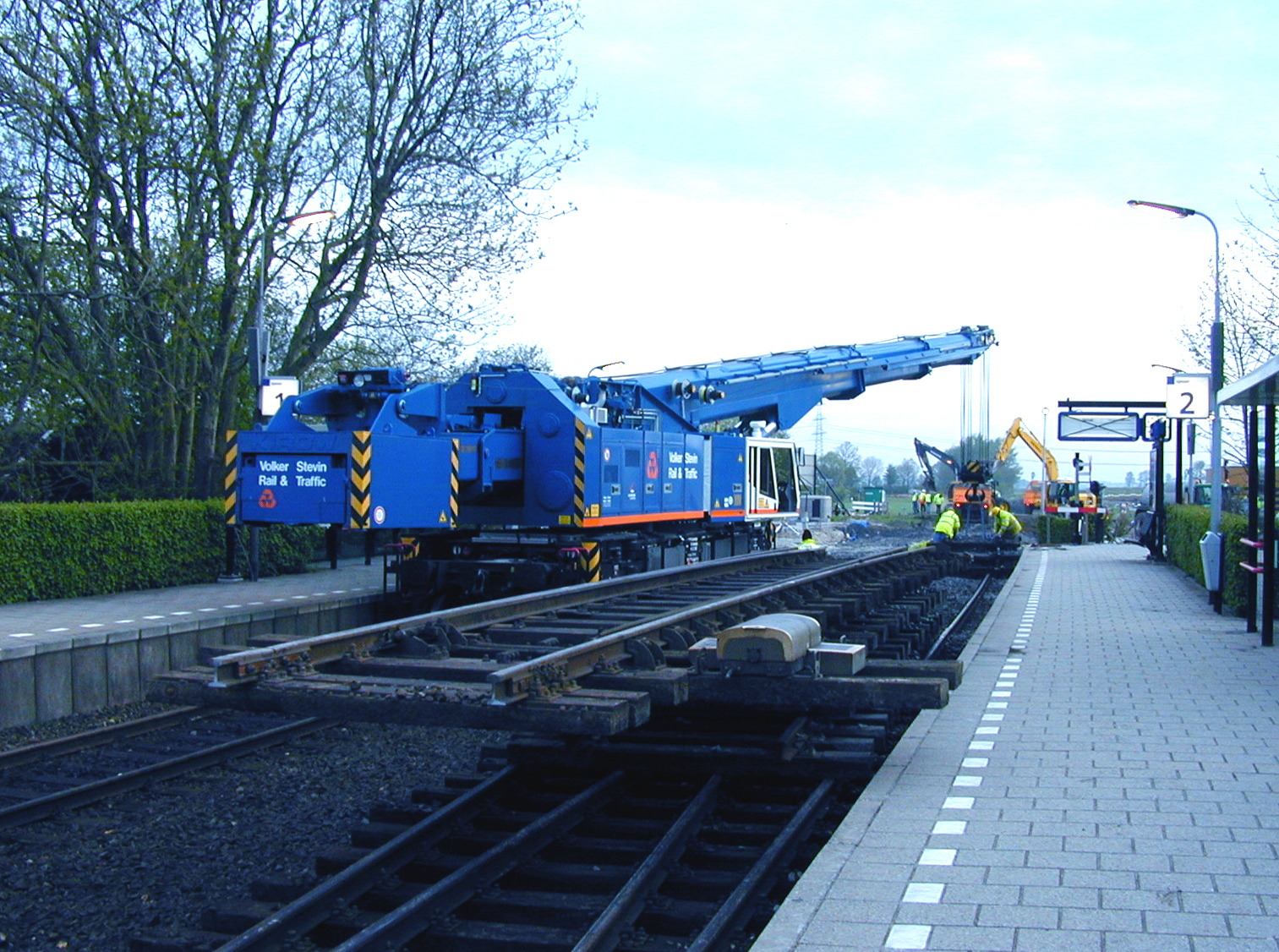
Spoorwerkzaamheden bij het station (2003)
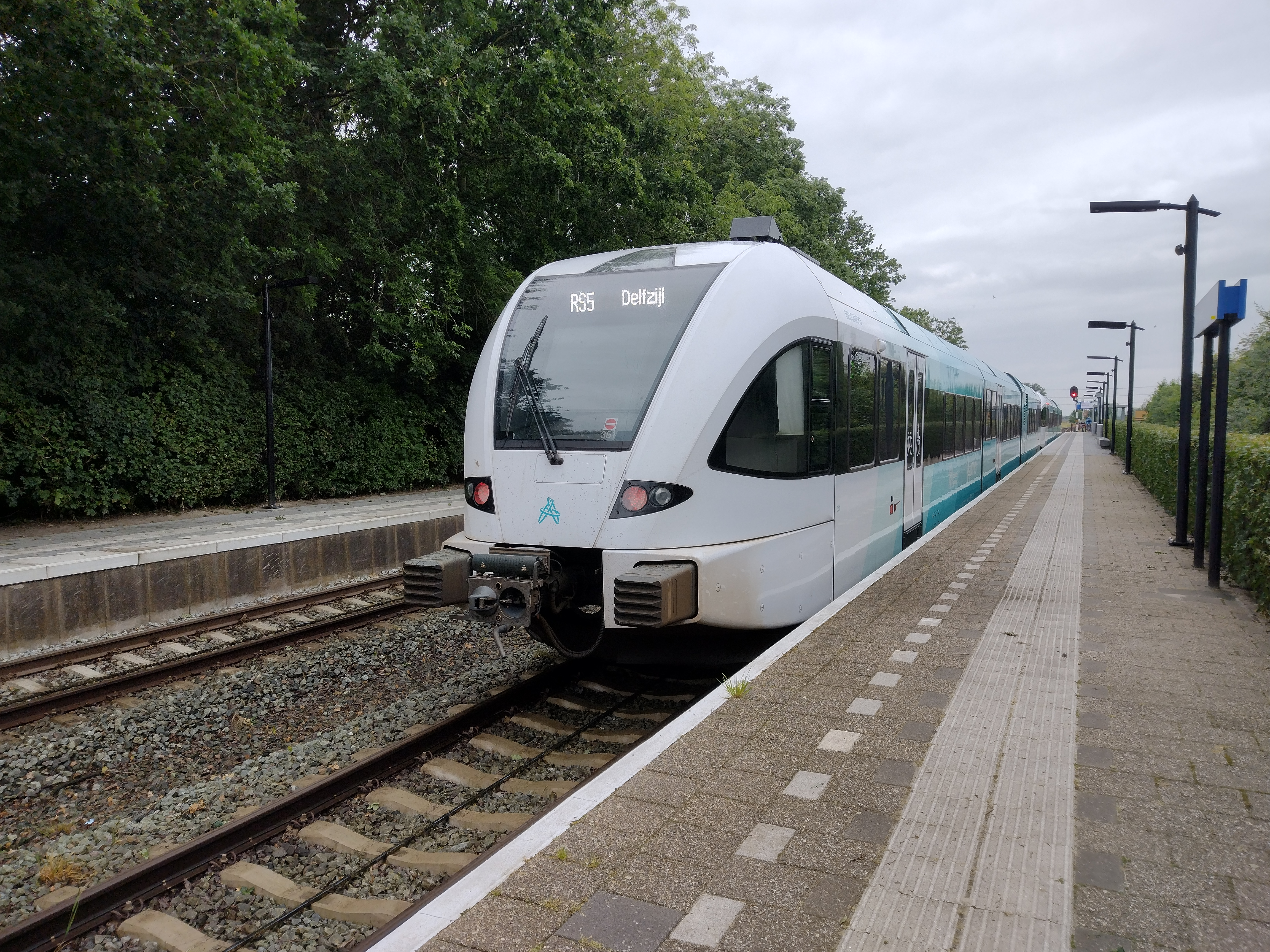
Arriva GTW op het station
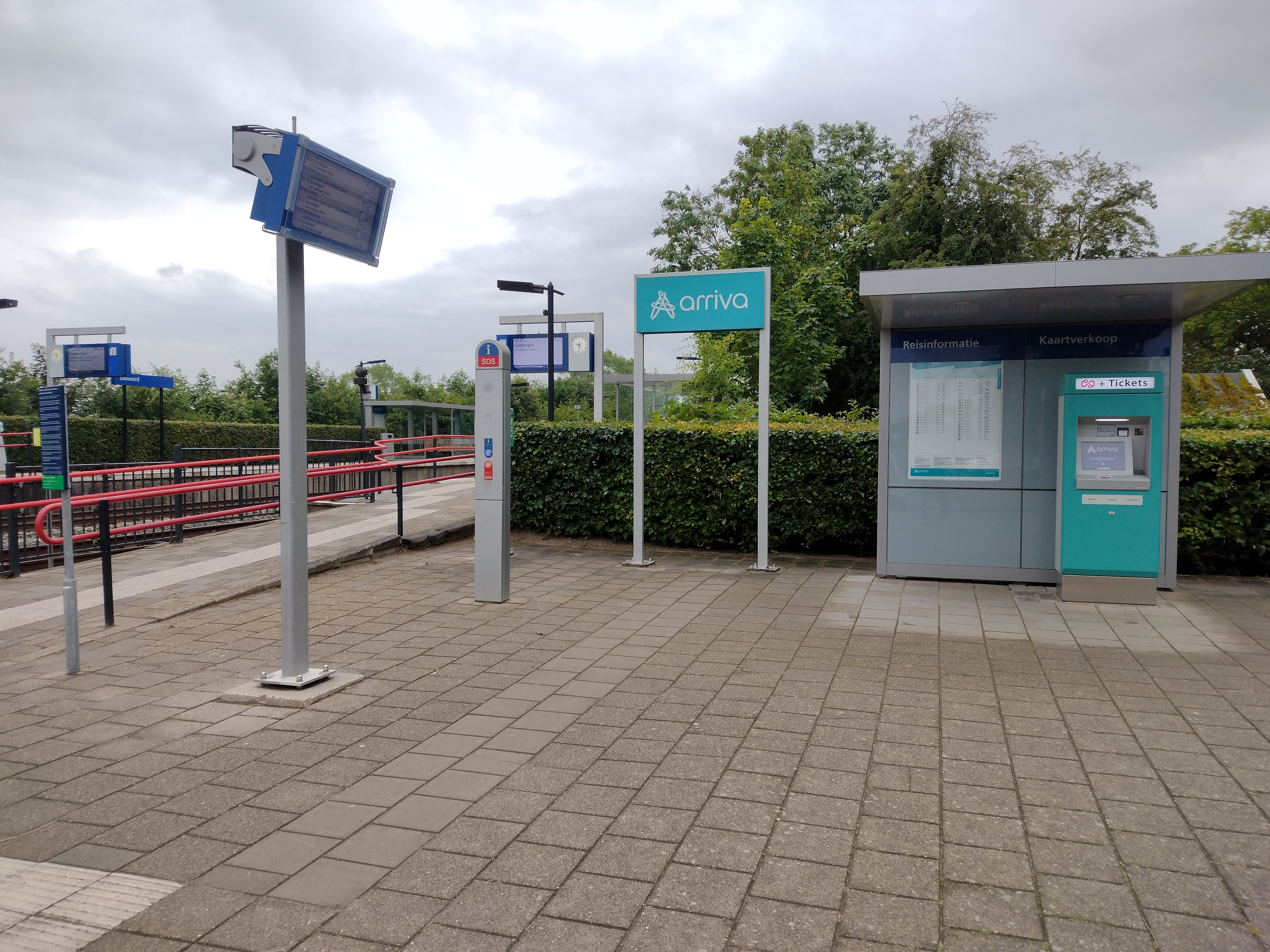
Het station in 2024